# زیر تیغ (آلبوم)
زیر تیغ نام یک آلبوم موسیقی اثر گروه هم‌آوایان با آهنگسازی حسین علیزاده، هنرمند ایرانی است که در سبک  سنتی تهیه شده و دارای ۲۰ آهنگ است.

این آلبوم موسیقی متن فیلمی از محمدرضا هنرمند با همین عنوان است و قطعات آن، در دستگاه همایون و آواز شوشتری ساخته شده‌است. محمدرضا هنرمند در پشت جلد آلبوم دربارهٔ علیزاده نوشته  است: 
علیزاده راسال‌های سال بود که می‌شناختم. کارهایش به دل و جانم چنگ می‌زد و بارها چنان مرا از زمین جدا کرده بود که گفتنی نیست. در نیمه شب ششم آذرماه ۱۳۸۴در حالی که صحنه کنسرت او به همراه کیهان کلهر، محمدرضا شجریان و همایون را در تالار بزرگ کشورآماده می‌کردم تا تمرین‌های نهایی انجام شود نمی‌دانست که بیشتر از همه زیر نظرش دارم و به کوچک ترین واکنش‌هایش حساس هستم. وقتی که از او خواستم تا برجای خودش بر روی صحنه بنشیند، برق تندخویی اش مرا هم گرفت. ولی می‌دانستم که حسین‌ها بدون این که بخواهند و بدانند بی قرار تر و تندخوترند. مدارای آن شب من، او را به دامم کشید. دامی که از قبل برایش چیده بودم و او خود نمی‌دانست. رامش کردم و آرام آرام به زیر تیغ اش بردم

## فهرست آهنگ‌ها
| ردیف | آهنگ        |
| ۱    | سوگ         |
| ۲    | قاصدک       |
| ۳    | با پیر      |
| ۴    | انتظار      |
| ۵    | شوق یوسف    |
| ۶    | حباب        |
| ۷    | عزا         |
| ۸    | امامزاده    |
| ۹    | با پیر      |
| ۱۰   | آرزو        |
| ۱۱   | در شهر      |
| ۱۲   | روح الارواح |
| ۱۳   | انتظار      |
| ۱۴   | اندوه       |
| ۱۵   | جامه داران  |
| ۱۶   | با پیر      |
| ۱۷   | انتظار      |
| ۱۸   | در شهر      |
| ۱۹   | مثنوی       |
| ۲۰   | آرزو        |
| ۲۱   | بیداد       |

## دست‌اندرکاران
گروه هم آوایان
- حسین علیزاده - تار و سه تار
- نیما علیزاده - تار و رباب
- صبا علیزاده - کمانچه و قیچک
- علی بوستان - عود و سه تار
- پیام جهانمانی - تار
- راحله برزگری - آواز بی کلام
- پوریا اخواص - آواز

هنرمندان میهمان
- رضا عسگرزاده - سازهای کوبه‌ای
- مجید اسماعیلی - ویلنسل
- بردیا کیارس - ویلن و ویلن آلتو
- پاشا هنجنی - نی
- حسین بهاربین - آواز
- علی رحیمی - تمبک